# R. Gerallt Jones
R. Gerallt Jones, celým jménem Robert Gerallt Hamlet Jones, (11. září 1934 – 9. ledna 1999) byl velšský spisovatel. Narodil se v obci Nefyn na severozápadě Walesu. Studoval angličtinu na Bangorské univerzitě. Psal romány i básně, a to jak v angličtině, tak i ve velštině. Mezi jeho básnické sbírky patří například Ymysg y Drain (1959) a Cwlwm (1962), mezi romány pak Y Foel Fawr (1960) a Gwyntyll y Corwynt (1978). Řadu let se rovněž věnoval pedagogické činnosti. Zemřel ve vesnici Dôl-y-bont ve věku 64 let.